# Kalyani Sen
Kalyani Sen (nacida c. 1917-¿?) fue segunda oficial del Servicio Naval Real de Mujeres de la India (WRINS), una sección del Cuerpo Auxiliar de Mujeres (India) (WAC (I)). En 1945, se convirtió en la primera militar india en visitar el Reino Unido.
Sen era hija del director de la Mayo Arts College en Lahore. En 1938 obtuvo una maestría en literatura inglesa de la Universidad de Punyab antes de comenzar sus estudios de maestría en ciencias políticas. Como estudiante, actuó en teatro y en un momento interpretó a Ofelia en la obra Hamlet, en un momento en que las mujeres indias no solían actuar en el escenario. Su éxito en el escenario la llevó a ser buscada para el cine. En 1938, mientras estudiaba en la Universidad de Punjab, en una sesión del debate interuniversitario de toda la India, fue anunciada como la mejor oradora después de hablar en contra de la propuesta de que la India no debería contribuir a futuras guerras. Ese debate le valió la medalla de oro y la Universidad de Punjab el trofeo Sir Ashutosh Mukherjee.
En 1943, durante la Segunda Guerra Mundial, Sen se unió al WAC(I). Al año siguiente recibió el encargo del Rey como Segunda Oficial.

## Primeros años y educación
Kalyani Sen (de soltera Gupta), conocida cariñosamente como 'Babli', nació alrededor de 1917, la única hija de S. N. Gupta, un artista y director del Mayo Arts College en Lahore, y la Sra. Gupta, quien más tarde se convirtió en comandante en jefe del Cuerpo Auxiliar de Mujeres (India) (WAC (I)). Su abuelo fue el periodista Nagendranath Gupta. Estudió en Kinnaird College y Government College, ambos en Lahore. En la 13.ª exposición anual de la Sociedad de Bellas Artes de Punjab en 1935, fue incluida como una de las ganadoras del premio. En Government College, actuó en teatro al aire libre, e interpretó a Ofelia en la obra Hamlet, en una época en que las mujeres indias no solían actuar en el escenario. Su éxito en el escenario la llevó a ser buscada para el cine en la entonces Calcuta.
En 1938, obtuvo una maestría en literatura inglesa de la Universidad de Punyab antes de comenzar sus estudios de maestría en ciencias políticas. Allí, participó en debates que incluyeron argumentar en contra de la noción de que «el deporte no es del dominio de las mujeres». En el mismo año, en una sesión de debate interuniversitario de toda la India, organizado por el sindicato de la Escuela de Derecho de la Universidad de Calcuta, fue anunciada como la mejor oradora después de hablar en contra de la propuesta «que la India no debería ser parte en futuras guerras». Ese debate le valió la medalla de oro y la Universidad de Punjab el trofeo Sir Ashutosh Mukherjee.

## Segunda Guerra Mundial
En 1943, durante la Segunda Guerra Mundial, Sen se unió al WAC(I). Al año siguiente recibió la comisión del Rey como Segunda Oficial. En 1945, ahora oficial del Servicio Naval Real de Mujeres de la India (WRINS), se convirtió en la primera mujer del servicio indio en visitar el Reino Unido, a la edad de 28 años. Junto con la oficial en jefe Margaret I. Cooper y la segunda oficial Phyllis Cunningham, su propósito era llevar a cabo un estudio de dos meses sobre capacitación y administración en el Servicio Naval Real de Mujeres (WRNS), visitando los establecimientos de WRNS en toda Gran Bretaña. Llegaron al Reino Unido el 13 de abril de ese año y asistieron a una conferencia de prensa ese mismo día. Sen hizo transmisiones de la BBC en inglés y bengalí, y asistió a una ceremonia en el Palacio de Buckingham. Informó que «en la India todavía existe un gran prejuicio contra las niñas y las mujeres que trabajan con hombres... pero las mujeres están tan ansiosas por ingresar a los servicios que lo están rompiendo». El 3 de julio de 1945, abandonaron el Reino Unido para regresar a la India. En ese momento, su esposo estaba sirviendo con el ejército indio en Birmania.

## Vida personal
Durante su curso de ciencias políticas en 1939, se casó con el capitán (más tarde teniente general) Lionel Protip Sen del Regimiento Baluch. Su primera hija, Radha, nació en 1941. En 1947, dio a luz a Mala. En 1953, su matrimonio con L. P. Sen terminó en divorcio.